# Corbula kelseyi
Corbula kelseyi är en musselart som beskrevs av Dall 1916. Corbula kelseyi ingår i släktet Corbula och familjen korgmusslor. Inga underarter finns listade i Catalogue of Life.